# Ян Мнішек (староста)
Ян Мнішек (? — після 1676) — польський шляхтич, урядник в Українських землях Королівства Польського, складової частини Речі Посполитої. Посади (уряди): львівський, глинянський староста, комендант Львова у 1657 року. Був зятем теребовлянського старости Пйотра Фірлея.